# Deep Blue-Kasparov 1997
Deep Blue-Kasparov 1997 er det sidste parti i revanchematchen i skak i 1997 mellem skakcomputeren Deep Blue og verdensmesteren i skak Garry Kasparov. Det spilledes i New York 11. maj 1997 og begyndte kl. 15. Partiet markerer den første gang, hvor en computer slog en verdensmester i en match over adskillige spil. Dette, sammenholdt med at Kasparov tabte partiet efter kun 19 træk, gav anledning til stor omtale i medierne. Dette sidste spil varede kun lige lidt over en time.
Før partiet var stillingen lige med pointsstillingen 2,5-2,5. Kasparov havde vundet det første parti, tabt det andet (efter at have opgivet det i en stilling, som senere er bedømt som remis) og spillet partierne 3, 4 og 5 remis efter at have haft fordelagtige stillinger i alle tre. Han var træt og nedslået før dette parti.
1.e4 c6
Lidt atypisk vælger Kasparov at spille den solide Caro-Kann åbning. I senere matcher mod computere har han valgt 1...e5 eller 1...c5, den skarpe sicilianske åbning, der er Kasparovs sædvanlige valg ved spil mod andre skakspillere.
2.d4 d5 3.Sc3 dxe4 4.Sxe4 Sd7 5.Sg5
Denne relativt nye innovation bryder et af de klassiske åbningsprincipper ("flyt ikke samme brik to gange i åbningen"), men sætter det svage felt f7 under pres. Kasparov havde selv spillet dette træk som hvid ved mindst tre tidligere lejligheder.
5...Sgf6
Ikke 5...h6? 6.Se6! fxe6?? 7.Dh5+ g6 8.Dxg6#.
6.Ld3 e6 7.S1f3 h6?
(Se diagram 2)
En besynderlig fejl af Kasparov, som er en skakhistoriens største kendere af skakteori. Tilsyneladende har Kasparov fået byttet om på åbningstrækkene og spiller ...h6 et træk for tidligt. Det normale 7...Ld6 8.De2 h6 9.Se4 Sxe4 10.Dxe4 spilledes bl.a. i partierne Kasparov(!)-Kamsky 1994 og Kasparov-Epishin 1995.
Det kommende offer er velkendt fra teorien og Kasparov må have kendt det (der foreligger rapporter om, at han endda har skrevet en artikel, der anbefaler 8.Sxe6 som gendrivelse af varianten).
8.Sxe6!
Det var i virkeligheden ikke Deep Blues egne formidable ressourcer, som fik den til at spille dette træk, for springer-offeret er programmeret ind i computerens database over åbninger. Trækket var blevet spillet tidligere i en række partier på højt niveau med overvældende positive resultater for hvid.
8...De7
I stedet for at slå springeren med det samme, binder Kasparov den (så den ikke kan flyttes, fordi den hvide konge derved ville komme til at stå i skak). Formålet med dette er at give hans konge et ståsted på d8, men mange kommentatorer har kritiseret trækket og ment, at Kasparov straks burde have slået springeren. Selvom den sorte konge derved må bruge to træk for at komme til d8 (efter 8...fxe6 9.Lg6+ Ke7), så kan sorts dronning placeres på det langt bedre felt c7.
9.0-0
Hvid trækker sig ud af bindingen ved at rokere kort, så 9...Dxe6?? nu taber til 10.Te1, der etablerer en binding på sorts dronning og vinder den. Sort må derfor nu slå springeren eller acceptere at have tabt en bonde.

9...fxe6 10.Lg6+ Kd8 11.Lf4
Hvis sorts løber stod på d6 i stedet for på f8 ville hvid ikke kunne spille dette. Som kompensation for den ofrede springer holder hvids løber den sorte stilling i et kvælertag. Sort har flyttet sin konge og kan derfor ikke længere rokere, hans dronnning blokerer for hans egen løber, og han har problemer med at udvikle sine brikker, så han ikke får nytte af sin ekstra springer.
11...b5
Det første træk i partiet, som ikke følger teorien, og Deep Blue må nu selv finde sine træk. Kasparovs ide er at få lidt luft på dronningefløjen og forhindre hvid i at spille c4.
12.a4 Lb7 13.Te1 Sd5 14.Sg3 Kc8 15.axb5 cxb5 16.Dd3 lc6 17.Lf5
Hvis presser mod sorts bonde på e6 og planlægger at trænge ind i sorts stilling med sine tårne. Kasparov kan ikke bevare sin materielle fordel og beslutter lidt desperat at give sin dronning for et tårn og en løber.
17...exf5 18.Txe7 Lxe7 19.c4 sort opgiver
Sort opgiver, fordi den hvide dronning hurtigt vil trænge ind i hans stilling via c4 eller f5, så snart der spilles Te1 vil der blive lukket og slukket. En fortsættelse kunne være: 19...bxc4 20.Dxc4 Sb4 (20...Kb7 21.Da6 mate!) 21.Te1 Kd8 22.Txe7 Kxe7 23.Dxb4+. Dette var det korteste tabsparti i Kasparovs karriere.
Efter partiet var Kasparov i dårligt humør og beskyldte holdet bag Deep Blue for at snyde (dvs. ved at have et hold rigtige stormestre til at hjælpe computeren). Selvom Kasparov ønskede endnu en revanchematch, afslog IBM dette og nedlagde deres Deep Blue program.